# Majdan Kasztelański
Majdan Kasztelański – wieś w Polsce położona w województwie lubelskim, w powiecie biłgorajskim, w gminie Józefów.
Miejscowość jest położona na granicy Roztocza, wśród lasów Puszczy Solskiej. Przebiega tędy droga powiatowa łącząca Józefów z Tereszpolem. Obecnie działa tu Ochotnicza Straż Pożarna.
W latach 1975–1998 miejscowość położona była w województwie zamojskim. Według Narodowego Spisu Powszechnego (III 2011 r.) liczyła 171 mieszkańców i była ósmą co do wielkości miejscowością gminy Józefów.
Wierni Kościoła rzymskokatolickiego należą do parafii św. Stanisława Biskupa Męczennika w Górecku Kościelnym.

## Historia
Majdan Kasztelański występuje w XIX wieku jako wieś w powiecie biłgorajskim, ówczesnej gminie Aleksandrów, parafii Majdan Sopocki. W 1827 r. wieś w ówczesnej parafii Górecko liczyła 24 domy i 144 mieszkańców.

## Etymologia nazwy Majdan
Majdan, wyraz pochodzenia tureckiego, oznaczający zamknięty, czworoboczny obszar, służący za rynek targowy, plac ćwiczeń wojennych, miejsce zgromadzeń, w obozach polskich nazywano majdanem wolny obszar środkowy, na którym gromadziło się rycerstwo dla równego podziału łupów. Stąd przeszła ta nazwa na obozowiska robotników leśnych, którzy ustawiali swe budy w czworobok zamknięty. Obozowiska te stawały się często zawiązkami wsi, zakładanych na wyciętych obszarach leśnych. Nazwa pierwotna majdanu przechodziła i na wieś. Majdany tym się różnią od Bud, że stanowiły zbiorowisko znacznej liczby robotników, co pociągało konieczność urządzenia w nich władzy administracyjnej i sądowej, podczas gdy budy były to pojedyncze przeważnie osady leśne. Majdany zakładano głównie w celu wyzyskiwania zawartych w lesie bogactw przez wytapianie smoły, wypalanie węgla itp. Zwykle przybierały one nazwę od dóbr, do których należały lasy. Tak powstał np. Majdan Sopocki, Księżopolski, Kasztelański, Nadrzecze i wiele innych. Majdan odgrywa też sarnę rolę w obszarach leśnych na prawym brzegu Wisły aż do Bugu i Narwi, co Huta na obszarach leśnych lewego brzegu Wisły. (Opisu dostarcza Bronisław Chlebowski Majdan Kasztelański, [w:] Słownik geograficzny Królestwa Polskiego, t. V: Kutowa Wola – Malczyce, Warszawa 1884, s. 908.)

## Zabytki
- We wsi warto zobaczyć młyn wodny z XIX w., a także przydrożną kaplicę z 1886 r.